# Hardstyle
Hardstyle (uneori referit ca Hardbass) este un gen de muzicǎ electronicǎ influențat de Hardcore, Hard Trance și Hard House. Hardstyle este tehnic un sub-gen de muzicǎ Hard Dance cu tempo-ul mediu fiind între 120 si 150 BPM deși mulți DJ sunt cunoscuți pentru folosirea unui BPM unic.
Sunetul hardstyle este tipic asociat cu elemente ca: bass puternic definit (fiind trǎsǎtura principalǎ a unei melodii de acest gen), melodii puternice inducǎtoare de adrenalinǎ, precum si zgârieturi și alte sunete electronice.

## Caracteristici
Caracteristica principalǎ a acestui gen de muzicǎ este numǎrul ridicat de BPM comparativ cu genurile mai mult cunoscute, melodii relativ simple ṣi exclusiv produse digital, bass predominant datoritǎ uzului de kick-uri puternice in compoziṭii, precum ṣi efecte sonore de asemenea digitale, ca: zgârieturi, reverb, etc..
Majoritatea compozițiilor de acest gen utilizeazǎ o formulǎ simplǎ compusǎ din intro->buildup->climax->outro. Partea de introducere este similar sau identicǎ cu cea de outro, ṣi variazǎ mult faṭǎ de climax, acesta fiind esenṭa melodiei la care se ajunge de obicei prin intro->build-up, aṣadar, progresiv.
O mare parte din compoziṭiile Hardstyle de asemenea utilizeazǎ vocale in anumite pǎrti ale compozitiei (deci, nu pe toata durata melodiei ca versuri), acestea regǎsindu-se aproape invariabil sub formǎ de mostre sonore prelevate din filme, jocuri video sau chiar alte compoziṭii muzicale de genuri diverse.
Piesele Hardstyle sunt predominant lansate pe discuri de vinil (12 inch). Acestea, totuși, nu au popularitate cu simplii ascultători, ci mai degrabă cu DJ locali. Datorită acestui fapt, precum și lipsa de popularitate mainstream a acestui gen, marea parte din ascultători downloadează melodiile ilegal de pe internet sau Youtube, ceea ce, prin consecință, dăunează popularității genului în afara internetului.

## Istorie
Nu este sigur, dar este cel mai crezut cǎ Hardstyle își are originile in Olanda, la începutul aniilor 1999-2000, inspirat din genuri deja cunoscute exclusiv in acea țarǎ precum Dutch Gabber si Dutch Hardcore. Artiști precum The Prophet au fost printre primii care au produs acest gen de muzica, având sa devina popular mai tarziu cu mulți alți artiști adaptând stilul observând aceastǎ creștere in popularitate.
The Prophet mai târziu a fondat casa de discuri Scantraxx, cu timpul devenind una dintre cele mai cunoscute de acest gen, uniind marea parte din producătorii hardstyle olandezi. Scantraxx are și o divizie italiană numită Scantraxx Italy. O altă casă de discuri majoră este Fusion Records. În prezent, aceste două acoperă majoritatea producătorilor, deși există și un număr decent de producători independenți, mai puțin cunoscuți.

## Prezent
Genul de muzicǎ Hardstyle este în principal produs și ascultat de publicul general în țǎri ca Olanda, Italia și Germania dar devine din-ce-în-ce mai popular in Statele Unite precum și Spania, Belgia, România si Australia.
Începând cu anul 2007, genul de muzicǎ a cunoscut o schimbare majorǎ ce a pornit când artiṣtii ca Noisecontrollers ṣi Headhunterz au început sa experimenteze utilizând melodii mai puternic definite insoṭite de un BPM mai rapid în loc de un bass greu cum este tipic în Hardstyle. Acest stil a avut o prizǎ mai mare la public ṣi a fost adoptat de din-ce-in-ce mai mulṭi artiṣti urmând sa devinǎ cunoscut ca Nu-style (New-style, stilul now), deṣi a rǎmas recunoscut general ca fiind Hardstyle si nu un sub-gen. Pe moment, majoritatea artiṣtilor ṣi DJ'iurilor produc Nu-style.
Din martie 2010 genul de muzica Hardstyle primeste inca un gen si anume dubstyle. Acest gen conbina muizca dubstep cu Hardstyle

## Stiluri Hardstyle
Dutch Hardstyle - In general mai agresiv si intunecat, cu tobe mari puternice, bass inversat, versuri vulgare.
Italian Hardstyle - Mai serios, cu un breakdown mai melodic, lead-uri mai puternice si agresive si versuri de tip rap.
Nu-Style - Constructie stereotipica, cu un bass mai soft, kick filtrat si distorsionat, asemanator cu cel din gabber, utilizare frecventa de samples, breakdown simfonic, folosire mai putina a reverbului si a liniilor de bass inversate. A luat amploare in ultimii 3 ani, in special in Olanda.
Dubstyle - Evoluat din Nu-Style, o specie experimentala creata prin combinatie dintre NuStyle si Dubstep.

## Artiști notabili
Thymo
- Coone
- Da Tweekaz
- Blutonium Boy
- D-Block & S-Te-Fan
- Noisecontrollers
- Showtek
- Technoboy
- The Prophet
- The Pitcher
- Zany
- Headhunterz
- A-Lusion
- Wildstylez
- Frontliner
- Brennan Heart
- Bioweapon
- Toneshifterz
- Zatox
- Gunz for Hire